# Coast to Coast: Overture and Beginners
Coast to Coast: Overture and Beginners è un album dal vivo del gruppo rock britannico Faces accreditato a Rod Stewart/Faces e pubblicato nel 1974.

## Tracce
1. It's All Over Now (Bobby Womack, Shirley Womack) - 4:38
2. Cut Across Shorty (Wayne Walker, Marijohn Wilkin) - 3:45
3. Too Bad (Rod Stewart, Ronnie Wood) / Every Picture Tells a Story (Stewart, Wood) - 7:34
4. Angel (Jimi Hendrix) - 4:28
5. Stay with Me (Stewart, Wood) - 4:50
6. I Wish It Would Rain (Roger Penzabene, Barrett Strong, Norman Whitfield) - 4:20
7. I'd Rather Go Blind (Billy Foster, Ellington Jordan) - 5:55
8. Borstal Boys (Ian McLagan, Stewart, Wood) / Amazing Grace (tradizionale, arr. D. Throat) - 9:52
9. Jealous Guy (John Lennon) - 4:25

## Formazione
- Rod Stewart - voce
- Ronnie Wood - chitarre, voce
- Ian McLagan - piano, organo, voce
- Kenney Jones - batteria
- Tetsu Yamauchi - basso